# Thorsten Neubert-Preine

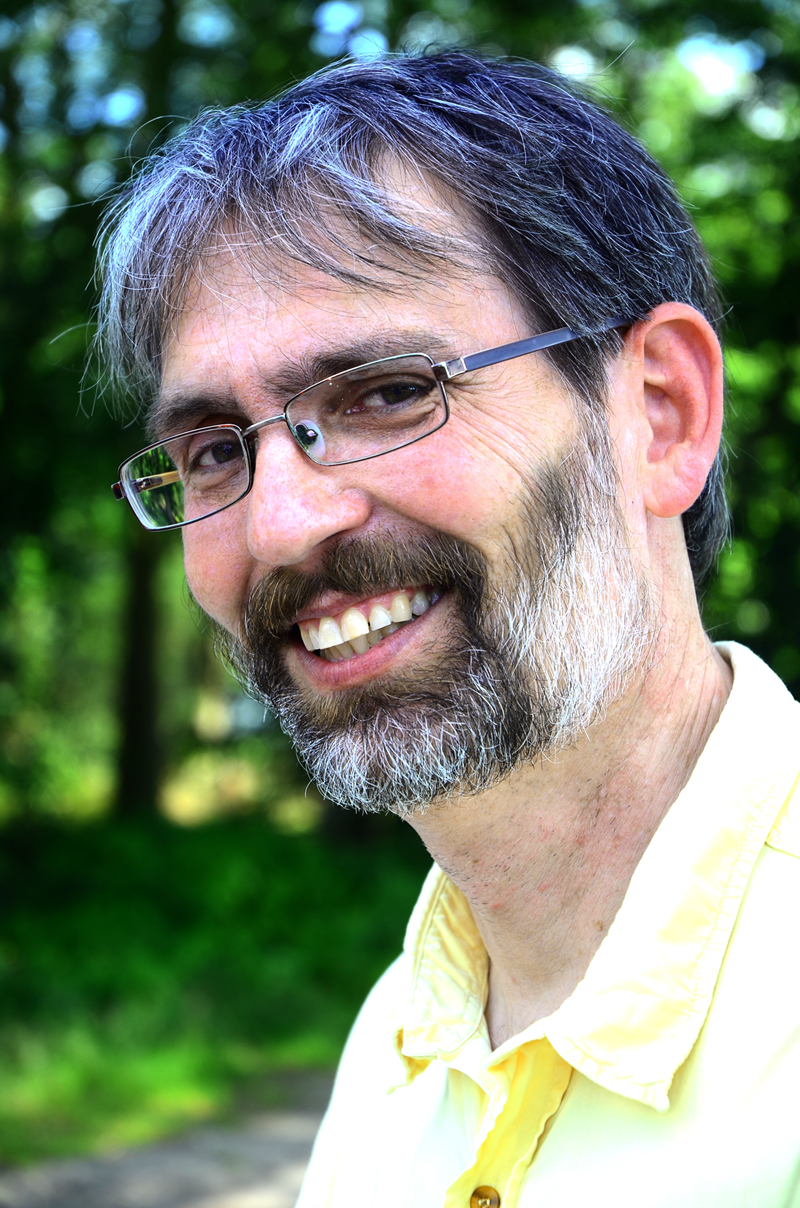
Thorsten Neubert-Preine während einer vom Verein Forum Bomlitz e.V. organisierten Führung über das Gelände der ehemaligen Pulverfabrik EIBIA in Bomlitz, 2019

Thorsten Neubert-Preine (* 1965 in Walsrode) ist ein deutscher Historiker.

## Leben
Neubert-Preine absolvierte seine Schulzeit in Bomlitz und Walsrode. Von 1982 bis 1985 besuchte er die Krankenpflegeschule am Kreiskrankenhaus in Walsrode und schloss die Ausbildung mit dem Krankenpflegeexamen ab. 1990 legte er das Abitur an der Abendoberschule Walsrode ab. Von 1991 bis 1997 studierte er an der Universität Osnabrück und an der Hochschule Vechta Geschichte, Politikwissenschaft und Theologie (Magister und Lehramt). Nach dem Studium arbeitete und forschte er bis 1999 in Jerusalem, besonders zur Erlöserkirche, aber auch zu Talitha Kumi. Seither ist er als selbständiger Historiker für verschiedene Einrichtungen und Organisationen tätig.
Neubert-Preine ist seit dem Gründungsjahr 2003 1. Vorsitzender des Vereins Stiftung Geschichtshaus Bomlitz e.V.
Seit dem Jahr 2011 ist Neubert-Preine Leiter des Stadtarchivs Walsrode. Er ist Nachfolger von Gunther Gerhardt, der im Frühjahr 2011 in den Ruhestand trat.

## Schriften und Werke (Auswahl)

### Israel und Jerusalem
- Die Erlöserkirche in Jerusalem. Ihre Entstehungsgeschichte im Spannungsfeld nationaler und konfessioneller Rivalitäten im Jerusalem des 19. Jahrhunderts. (Magisterarbeit der Universität Vechta), Vechta 1996.
- 100 Jahre evangelisch-lutherische Erlöserkirche in Jerusalem. (Ausstellungskatalog), Jerusalem 1998.
- als Hrsg. mit Karl-Heinz Ronecker und Jens Nieper: Dem Erlöser der Welt zur Ehre. Festschrift zum hundertjährigen Jubiläum der Einweihung der evangelischen Erlöserkirche in Jerusalem. Leipzig 1998, ISBN 3-374-01706-1.
- Diakonie für das Heilige Land – Die Gründung der Kaiserswerther Orientarbeit durch Theodor Fliedner. In: Almuth Nothnagle (Hrsg.): Seht, wir gehen hinauf nach Jerusalem. Festschrift zum 150jährigen Jubiläum von Talitha Kumi und des Jerusalemvereins. Leipzig 2000, ISBN 3-374-01863-7, S. 31–43.
- Fliedners Engagement in Jerusalem. Kaiserswerther Diakonie im Kontext der Orientmission. In: Andreas Feldtkeller, Almuth Nothnagle (Hrsg.): Mission im Konfliktfeld von Islam, Judentum und Christentum. Eine Bestandsaufnahme zum 150-jährigen Jubiläum des Jerusalemvereins. Frankfurt am Main 2003, ISBN 3-87476-422-2, S. 57–70.
- The founding of German protestant institutions in Jerusalem during the reign of Kaiser Wilhelm II. In: Haim Goren (Hrsg.): Germany and the Middle East. Past, Present and Future. Jerusalem 2003, ISBN 965-493-159-1, S. 27–40.
- The struggle over the Muristan in Jerusalem as an example of national-confessional rivalry in the 19th century Middle East. In: Martin Tamcke, Michael Marten (Hrsg.): Christian witness between continuity and new beginnings. Modern historical missions in the Middle East. (Studien zur Orientalischen Kirchengeschichte Bd. 39), Berlin 2006, ISBN 3-8258-9854-7, S. 133–143.
- Die Kaiserswerther Diakonie im Heiligen Land als Förderer eines religiös-kulturellen Zentrums der deutschen Gemeinde in Jerusalem. In: Jakob Eisler (Hrsg.): Deutsche in Palästina und ihr Anteil an der Modernisierung des Landes. (Abhandlung des deutschen Palästina-Vereins, Bd. 36), Wiesbaden 2008, ISBN 978-3-447-05826-1, S. 49–57.
- La querelle du Muristan et la fondation de l'eglise du Rédempteur à Jérusalem. In: Dominique Trimbur, Ran Aaronsohn (Hrsg.): De Bonaparte à Balfour. La france, l'Europe occidentale et la Palestine 1799-1917. 2. Auflage. Paris 2008, ISBN 978-2-271-06671-8, S. 365–380.

### Norddeutschland
- Die Rittergüter der Hoya-Diepholz'schen Landschaft. Mit Beiträgen von Hilmar Hieronymus Freiherr von Münchhausen und Jürgen Stegemann. Stiftung Hoya-Diepholz'sche Landschaft, Nienburg 2006, ISBN 3-00-019898-9 (PDF; 143 kB)
- Eine „allen Beyfalls würdige Societaet“. Festschrift aus Anlass des 250-jährigen Gründungsjubiläums der Brandkasse für die Grafschaften Hoya und Diepholz. [Hrsg.: Hoya-Diepholz'sche Landschaft], Hoya-Diepholz'sche Landschaft, Nienburg 2006.
- Fremd- und Zwangsarbeit in Norddeutschland. Einsatz und Versorgung ausländischer Arbeitskräfte am Beispiel der Industrie in Bomlitz/Landkreis Fallingbostel. In: Andreas Frewer, Bernhard Bremberger, Günther Siedbürger (Hrsg.): Der „Ausländereinsatz“ im Gesundheitswesen (1939-1945). Historische und ethische Probleme der NS-Medizin. (Geschichte und Philosophie der Medizin Band 8), Stuttgart 2009, ISBN 978-3-515-09201-2, S. 33–50.
- Bomlitz. Von der Papiermühle zur Großgemeinde. Herausgeber Stiftung Geschichtshaus Bomlitz, Rückblende Nr. 5, Mai 2010, 2. korrigierte und erweiterte Auflage, 2020.[7]
- Die Geschichte Nienburgs von 1862 bis 1895. Beschreibung des Zeitgenossen Heinrich Gade. (Schriften des Museums Nienburg/Weser Nr. 29), Nienburg/Weser 2010, ISBN 978-3-9808770-9-1.
- „Wie ein Schiffsbug“. Festschrift zum 50-jährigen Jubiläum der Heilig-Geist-Kirche in Benefeld, 1961-2011. Bomlitz 2011.
- als Hrsg.: Heidemuseum. Festschrift zum 100-jährigen Jubiläum des Heidemuseums Rischmannshof in Walsrode. 1912-2012. Heidemuseum Rischmannshof e.V., Walsrode 2012.
- Orte der Geschichte und Erinnerung. Die Pulverfabrik EIBIA und der „Ausländerfriedhof“ in Bomlitz. Ein Begleitheft für den Geschichts- und Erinnerungspfad EIBIA und die Geschichts- und Erinnerungstafel am „Ausländerfriedhof“ in Bomlitz, Bomlitz 2012.
- „Da Einer des Andern bedurfte“. Die Geschichte der Hoya-Diepholz'schen Landschaft, mit einem unveröffentlichten Manuskript von Heinrich Gade, Nienburg 2013.
- Beschreibungen der Stadtansichten von Rethem (Aller) von 1654 (Kat.-Nr. 172), von Soltau um 1700 (Kat.-Nr. 189) und Walsrode von 1757 (Kat.-Nr. 218). In: Klaus Niehr (Hrsg.): Historische Stadtansichten aus Niedersachsen und Bremen 1450-1850. (Veröffentlichung der Historischen Kommission für Niedersachsen und Bremen Nr. 268), Göttingen 2014, ISBN 978-3-8353-1534-1, S. 267, 285 und 316f.[8]
- Hoya-Diepholz'sche Landschaft. In: 200 Jahre Erste Allgemeine Ständeversammlung – von Landschaften und Landschaftsverbänden. (hrsg. vom Präsidenten des Niedersächsischen Landtages und von den Hannoverschen Landschaften), Hannover 2014, S. 44–47.
- Ein „der Heide gewidmetes Künstlerleben.“ In: Ingrid Münch, Jürgen F. Münch, Thorsten Neubert-Preine (Hrsg.): Rudolf Bäumer (1870-1964). Der Maler und sein Werk., Bad Fallingbostel 2014, S. 12–16.
- „Mit Eifer“. Von der Pulvermühle zum modernen Unternehmensstandort. 1815-2015. Festschrift zum 200jährigen Jubiläum des Industrieparks Walsrode in Bomlitz, Bomlitz 2015.
- „Die Mitte eines Menschen.“ Die Herz-Jesu-Kirche in Visselhövede, 1966–2016, Visselhövede 2016.
- Die Herkunft der Landschaft als Institution. In: Zwischen Weser und Hunte. Eine kleine Landeskunde für die Landkreise Diepholz und Nienburg/Weser, Nienburg 2016, ISBN 978-3-00-052125-6, S. 7–18.
- Die Meinerdinger Kirchengemeinde und ihr Gotteshaus. In: Eckard Schulz: Wo Kirche auch Zuhause ist. 750 Jahre Kirchengemeinde Meinerdingen. Ein Kleinod mit großer Strahlkraft, Meinerdingen 2019, S. 169–204.
- Hoya. In: Harm von Seggern (Hg.): Residenzstädte im Alten Reich (1300-1800). Ein Handbuch. Abteilung I: Analytisches Verzeichnis der Residenzstädte, Teil 2: Nordosten, Ostfildern 2023, ISBN 978-3-7995-4541-9, S. 296–299.